# Petr Nerad
Petr Nerad (6 febbraio 1994) è un calciatore ceco, centrocampista del Povltavska FA.

## Caratteristiche tecniche
È un trequartista.